# Bahnhof Crema
Der Bahnhof Crema (italienisch: Stazione di Crema) ist der Bahnhof der norditalienischen Stadt Crema. Er wird von Rete Ferroviaria Italiana betrieben. Die Station wurde 1863 zusammen mit der Bahnstrecke eröffnet.
Der Bahnhof liegt an der Bahnstrecke Treviglio–Cremona nördlich des Stadtzentrums und verfügt über insgesamt drei Bahnsteiggleise. 
Zunächst wurde ein Passagiergebäude und ein Warenlager aus Holz errichtet. Diese provisorischen Bauten wurden später durch gemauerte Gebäude ersetzt. Erhalten ist neben dem Empfangsgebäude ein alter Wasserturm sowie ein Bahnwärterhäuschen, von dem aus die Anlagen des Bahnübergangs der Viale Santa Maria della Croce gesteuert wurden. Neben dem Empfangsgebäude liegt ein großer Güterschuppen mit Laderampe. Vom Bahnhof führten zahlreiche Anschlussgleise zu nahegelegenen Industriebetrieben.
Wenige hundert Meter vom Bahnhof entfernt überquert die Bahnstrecke den Fluss Serio. Im Juli 1944 wurde die dortige Brücke (⊙) bombardiert und zerstört. Wegen der unterbrochenen Bahnstrecke diente der Bahnhof Crema als Endstelle der Züge von und nach Treviglio, während Züge von und nach Cremona an einem Schrankenwärterhäuschen in der Nähe des Stadtteils San Bernadino hielten.

## Verkehr

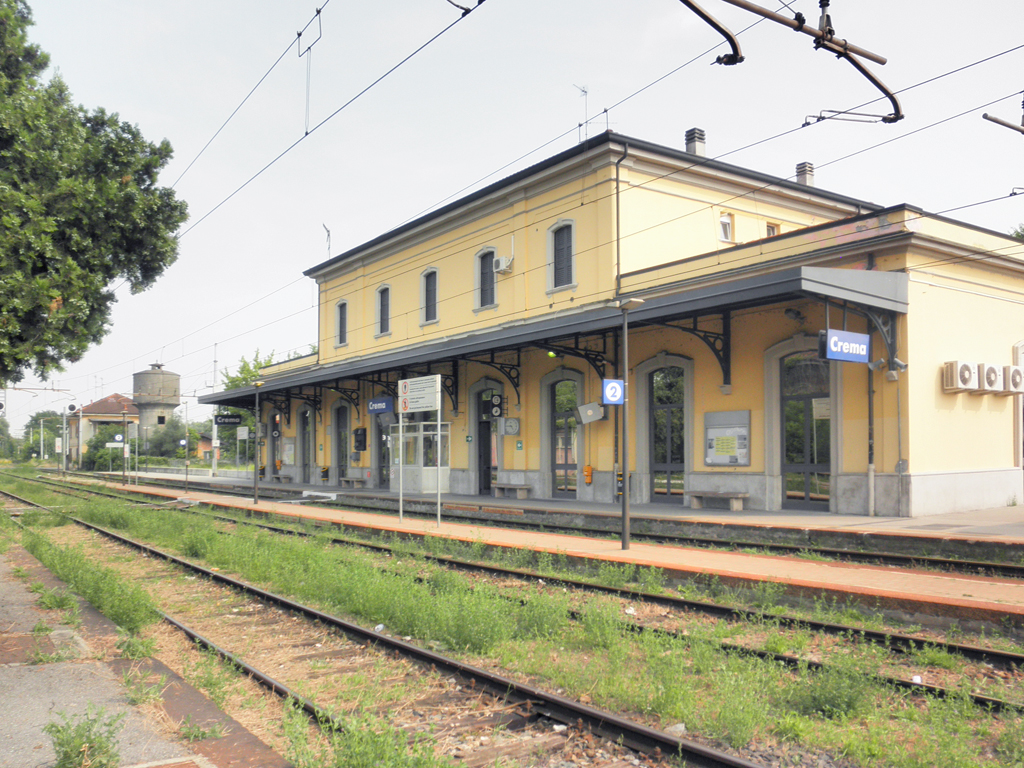
Bahnsteige, Empfangsgebäude und Wasserturm des Bahnhofs Crema

Vom Bahnhof verkehren mit stündlichem Taktverkehr die Regionalzüge der Linie Treviglio–Cremona. Betreiber ist die lombardische Eisenbahngesellschaft Trenord.
| Linie | Verlauf |
| ----- | --- |
| R 6   | Treviglio – Caravaggio – Capralba – Casaletto Vaprio – Crema – Madignano – Castelleone – Soresina – Casalbuttano – Olmeneta – Cremona |